# Дудівка
Ду́дівка —  село в Україні, у Берестинському районі Харківської області. Населення становить 93 осіб. Орган місцевого самоврядування — Новомажарівська сільська рада.
Після ліквідації Зачепилівського району 19 липня 2020 року село увійшло до Красноградського (Берестинського) району.

## Географія
Село Дудівка знаходиться на відстані 2 км від сіл Петрівка і Котівка, за 3 км від села Олянівка і за 8 км від села Нове Мажарове. В селі є 2 ставки.

## Історія
- 1825 - дата заснування.

## Населення
Згідно з переписом УРСР 1989 року чисельність наявного населення села становила 92 особи, з яких 38 чоловіків та 54 жінки.
За переписом населення України 2001 року в селі мешкали 93 особи.

### Мова
Розподіл населення за рідною мовою за даними перепису 2001 року:
| Мова       | Відсоток |
| ---------- | -------- |
| українська | 88,17 %  |
| російська  | 11,83 %  |

## Економіка
- Тік.

## Об'єкти соціальної сфери
- Фельдшерський пункт.